# Haplodrassus belgeri
Haplodrassus belgeri är en spindelart som beskrevs av Vladimir I. Ovtsharenko och Yuri M. Marusik 1988. Haplodrassus belgeri ingår i släktet Haplodrassus och familjen plattbuksspindlar. Inga underarter finns listade i Catalogue of Life.